# Darwinuloidea
Darwinuloidea is een superfamilie van kreeftachtigen uit de klasse van de Ostracoda (mosselkreeftjes).

## Familie
- Darwinulidae Brady & Robertson, 1885